# Sainfeldite
La sainfeldite est une espèce minérale du groupe des arséniates et du sous-groupe des arséniates hydratés sans anions étrangers, de formule Ca5(AsO3OH)2(AsO4)2,4(H2O).

## Historique de la description et appellations

### Inventeur et étymologie
La sainfeldite a été décrite en 1964 par Pierrot ; elle fut nommée ainsi en l'honneur de Paul Sainfeld (1916-?), minéralogiste français et conservateur du musée des minéralogie de l'École des mines de Paris, qui découvrit l'échantillon type.

### Topotype
GisementGabe Gottes Mine (incl. Giftgrube), Ste Marie-aux-Mines (Markirch), Haut-Rhin, Alsace, France
ÉchantillonsLes échantillons de référence sont déposés à l'École des mines de Paris.

## Caractéristiques physico-chimiques

### Cristallochimie
La sainfeldite fait partie d'un groupe de minéraux isostructuraux ; le groupe de l'hureaulite.
Groupe de l'hureaulite
- hureaulite : Mn2+5(PO3OH)2(PO4)2,4(H2O), C 2/c ; 2/m
- Miguelroméroïte : Mn2+5(AsO3OH)2(AsO4)2,4(H2O), C 2/c ; 2/m
- Nyholmite : Cd3Zn2(AsO3OH)2(AsO4)2,4(H2O), C 2/c ; 2/m
- Sainfeldite : Ca5(AsO3OH)2(AsO4)2,4(H2O), C 2/c ; 2/m
- Villyaellenite : Mn2Ca2(AsO3OH)2(AsO4)2,4(H2O), C 2/c ; 2/m

### Cristallographie
- Paramètres de la maille conventionnelle : a=18,64 Å, b=9,81 Å, c=10,12 Å, β=97 °, Z = 4, V=1 836,73 Å3
- Densité calculée = 3,00

## Gîtes et gisements

### Gîtologie et minéraux associés
GîtologieLa sainfeldite est un rare produit de réaction, à basse température, de la gangue carbonée au contact de solutions arsénicales dérivées de l'arsenic.
Minéraux associésPicropharmacolite (en), pharmacolite, ferrarisite (it), rauenthalite (it), fluckite, phaunouxite (it), calcite, löllingite (Sainte-Marie-aux-Mines, France) ;
Irhtemite (it) (Bou Azzer, Maroc).

### Propriétés physiques
HabitusLa sainfeldite se présente souvent sous la forme de cristaux prismatiques allongés et aplatis ainsi qu'en agrégats radiés et en rosettes aplaties pouvant atteindre 3 millimètres.

## Gisements remarquables
- Allemagne

Anton Mine (St. Anton Mine), Heubach Valley/ Sophia Mine, Böckelsbach valley, Wittichen, Schenkenzell, Forêt-Noire, Baden-Württemberg
Clara Mine, Rankach valley, Oberwolfach, Wolfach, Schenkenzell, Schenkenzell, Forêt-Noire, Baden-Württemberg
- États-Unis

Mohawk Mine, Mohawk, Comté de Keweenaw, Michigan
- France

Mine de Gabe Gottes  (incl. Giftgrube), Ste Marie-aux-Mines (Markirch), Haut-Rhin 
Villanière, Salsigne, Mas-Cabardès, Carcassonne, Aude, Languedoc-Roussillon
Mine de L'Eguisse, Duranus, Alpes-Maritimes
- Maroc

Ightem Mine (Irhtem Mine), Irhtem, District de Bou Azzer, Taznakht, Province de Ouarzazate, Souss-Massa-Drâa
- République tchèque

Jáchymov (St Joachimsthal), Jáchymov (St Joachimsthal) District, Krušné Hory Mts (Erzgebirge), Karlovy Vary Region, Bohême
- Suisse

Grand-Praz Mine, Ayer, Val d'Anniviers, Canton du Valais